# Liste der Monuments historiques in Bury (Oise)
Die Liste der Monuments historiques in Bury (Oise) führt die Monuments historiques in der französischen Gemeinde Bury auf.

## Liste der Bauwerke
| Bezeichnung      | Beschreibung | Standort | Kennzeichnung | Schutzstatus | Datum | Bild           |
| ---------------- | ------------ | -------- | ------------- | ------------ | ----- | -------------- |
| Kirche St-Lucien |              |          | PA00114557    | Classé       | 1862  | weitere Bilder |

## Liste der Objekte

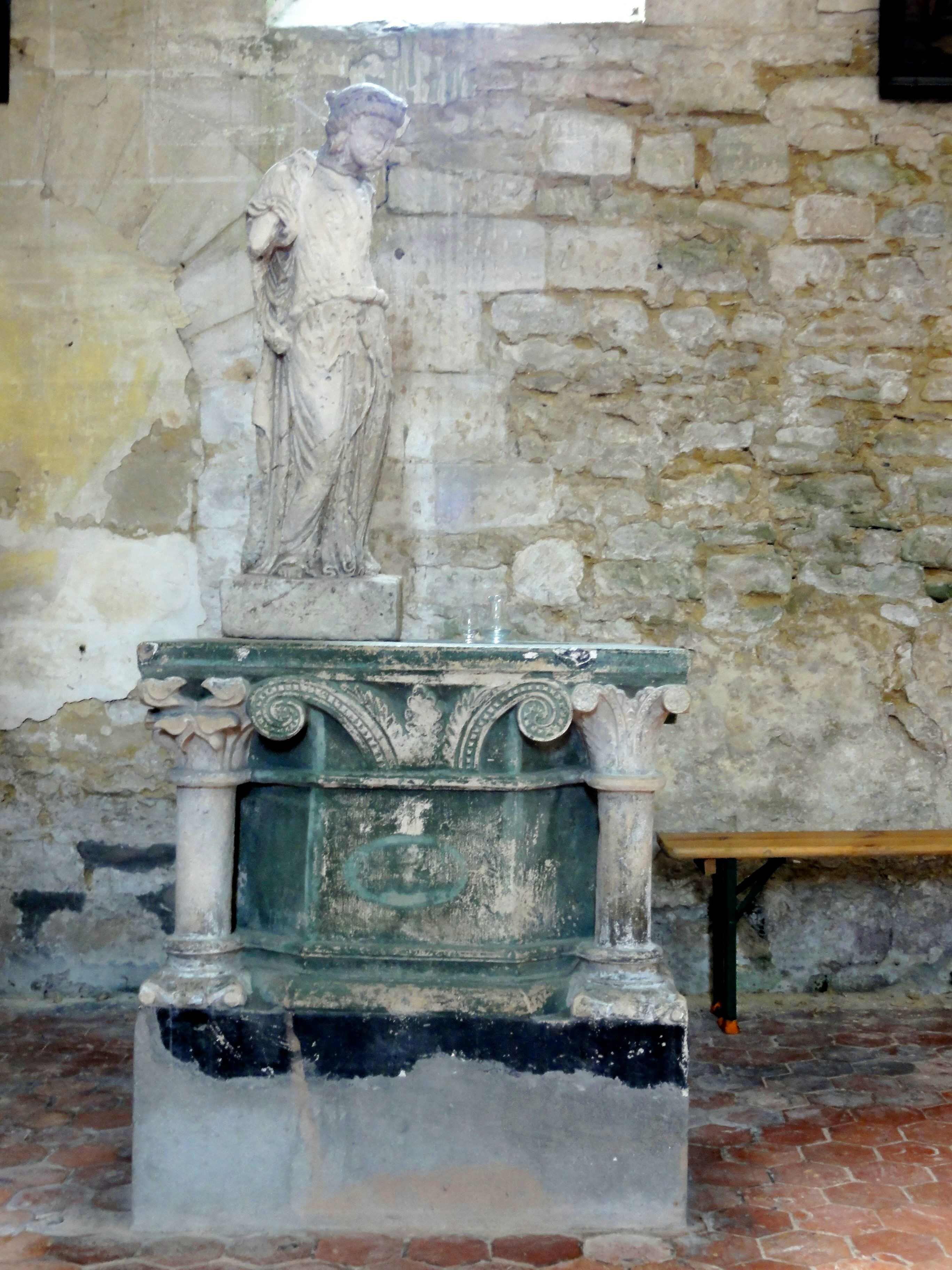
Taufbecken in der Kirche St-Lucien (13. Jahrhundert)

- Monuments historiques (Objekte) in Bury (Oise) in der Base Palissy des französischen Kultusministeriums